# دره بوران
دره بوران، روستایی از توابع بخش بازفت شهرستان کوهرنگ در استان چهارمحال و بختیاری ایران است.

## جمعیت
این روستا در دهستان بازفت قرار دارد و براساس سرشماری مرکز آمار ایران در سال ۱۳۸۵، جمعیت آن ۳۱ نفر (۵خانوار) بوده‌است.